# Pseudophengodes roulini
Pseudophengodes roulini is een keversoort uit de familie Phengodidae. De wetenschappelijke naam van de soort is voor het eerst geldig gepubliceerd in 1843 door Guerin.